# Leo Victor Fromm
Leo Victor Fromm (* 16. Juli 1924; † 27. Juli 2001) war Gründungsherausgeber der Neuen Osnabrücker Zeitung (Neue OZ).

## Familie
Leo Victor Fromm entstammte einer eingesessenen Osnabrücker Verlegerfamilie. Er war ein Sohn von Leopold Fromm (1879–1959) und dessen Ehefrau Hanna Fromm, geb. Freiin von Morsey-Picard (1892–1928), und ein Enkel von Antonius Fromm.
Er war verheiratet mit Margarete Fromm, geb. Brandenburg (1927–2018), einer Tochter des Oberstaatsanwalts Hermann Brandenburg (1868–1940) und dessen Ehefrau Carla Brandenburg, geb. Freiin Spiegel von und zu Peckelsheim (1882–1967). Sie war eine Enkeltochter des Politikers Carl Brandenburg und Schwester des Bischofs Hubertus Brandenburg. Aus der Ehe stammen drei Kinder.

## Leben
1959 übernahm Leo Victor Fromm die Leitung der „Neuen Tagespost“ von seinem Vater. Er gründet das Druck und Verlagshaus Fromm. 1967 vollzog er als Verleger der „Neuen Tagespost“ auf paritätischer Basis die Fusion mit dem Osnabrücker Tageblatt des Kollegenverlags Meinders & Elstermann zur „Neuen Osnabrücker Zeitung“. Darüber hinaus leitete er die Unternehmensgruppe Fromm mit ihren weitreichenden internationalen Aktivitäten. Die von Leo Victor Fromm, der ein Freund der schönen Künste war, errichtete Fromm-Stiftung förderte und fördert zahlreiche kulturelle Entwicklungen im Bundesgebiet und insbesondere in der Region Osnabrück/Emsland. Nach seinem Tod übernahm 2003 Axel Gleie die Geschäftsführung der Firmengruppe Fromm. Gleie verließ das Unternehmen Ende 2009.
Das Nachrichtenmagazin „Focus“ berichtete im April 2003 von einem mehrmonatigen Streit der Fromm-Erben mit Gleies Vorgängerin Annette Harms-Hunold, laut „Focus“-Bericht Fromms „angebliche Geliebte“. Das Magazin verwies unter anderem auf einen Beschluss des Oberlandesgerichts Oldenburg mit dem Aktenzeichen 5 W 171/02. Das Gericht habe festgestellt, dass Harms-Hunold, ohne die Erben zu berücksichtigen, Einrichtungsgegenstände aus einer Wohnung Fromms in Sierre (Schweiz) „entfernt“ habe. „Offensichtlich behandelte Annette Harms-Hunold die Einrichtung wie eigenes Mobiliar“, so das Fazit des „Focus“.
Fromm war seit 1947 Mitglied der katholischen Studentenverbindung KDStV Sauerlandia Münster.